# Campionatul Mondial de Scrimă din 1952
Campionatul Mondial de Scrimă din 1952 s-a desfășurat în perioada la Copenhaga în Danemarca. Doar proba de floretă feminină s-a tras, nefiind pe programul Jocurilor Olimpice din același an.

## Rezultate

### Feminin
| Probă             | Aur                                                                       | Argint                                                                                               | Bronz                                                                             |
| Floretă pe echipe | Ungaria · Ilona Elek · Margit Elek · Magdolna Nyári-Kovács · Magda Zsabka | Franța Kate Bernheim Odette Drand Renée Garilhe Françoise Gouny Lylian Guyonneau Françoise Mailliard | Italia Irene Camber Alberta Lorenzoni Velleda Cesari Silvia Strukel Jenny Zanelli |

## Clasament pe medalii
| Loc | Țară    | Aur | Argint | Bronz | Total |
| --- | ------- | --- | ------ | ----- | ----- |
| 1   | Hungary | 1   | 0      | 0     | 1     |
| 2   | Franța  | 0   | 1      | 0     | 1     |
| 3   | Italia  | 0   | 0      | 1     | 1     |